# Палау-сабардера
Палау-сабардера (кат. Palau-saverdera) - муніципалітет, розташований в Автономній області Каталонія, в Іспанії. Знаходиться у районі (кумарці) Ал Ампурда провінції Жирона, згідно з новою адміністративною реформою перебуватиме у складі Баґарії (округи) Жирона.

## Населення
Населення міста (у 2007 р.) становить 1.300 осіб (з них менше 14 років - 11,8%, від 15 до 64 - 65,9%, понад 65 років - 22,2%). У 2006 р. народжуваність склала 16 осіб, смертність - 13 осіб, зареєстровано 3 шлюби. У 2001 р. активне населення становило 349 осіб, з них безробітних - 12 осіб.

Серед осіб, які проживали на території міста у 2001 р., 640 народилися в Каталонії (з них 526 осіб у тому самому районі, або кумарці), 80 осіб приїхало з інших областей Іспанії, а 132 особи приїхали з-за кордону. 

Університетську освіту має 9,4% усього населення. 

У 2001 р. нараховувалося 331 домогосподарство (з них 26,6% складалися з однієї особи, 35% з двох осіб,15,4% з 3 осіб, 12,4% з 4 осіб, 6,6% з 5 осіб, 2,4% з 6 осіб, 0,6% з 7 осіб, 0,9% з 8 осіб і 0% з 9 і більше осіб).

Активне населення міста у 2001 р. працювало у таких сферах діяльності : у сільському господарстві - 9,8%, у промисловості - 11,6%, на будівництві - 20,5% і у сфері обслуговування - 58,2%. 

 У муніципалітеті або у власному районі (кумарці) працює 201 особа, поза районом - 215 осіб.

### Зростання населення
| 1497 f | 1515 f | 1553 f | 1717 | 1787 | 1857  | 1877  | 1887  | 1900 | 1910 |
| ------ | ------ | ------ | ---- | ---- | ----- | ----- | ----- | ---- | ---- |
| 33     | -      | 42     | 191  | 700  | 1.128 | 1.252 | 1.229 | 969  | 978  |

| 1920  | 1930 | 1940 | 1950 | 1960 | 1970 | 1981 | 1990 | 1992 | 1994 |
| ----- | ---- | ---- | ---- | ---- | ---- | ---- | ---- | ---- | ---- |
| 1.144 | 924  | 883  | 805  | 776  | 767  | 666  | 724  | 695  | 771  |

| 1996 | 1998 | 2000 | 2002 | 2004  | 2006  | 2008 | 2010 | 2012 | 2014 |
| ---- | ---- | ---- | ---- | ----- | ----- | ---- | ---- | ---- | ---- |
| 753  | 797  | 931  | 975  | 1.031 | 1.197 | -    | -    | -    | -    |

### Безробіття
У 2007 р. нараховувалося 26 безробітних (у 2006 р. - 23 безробітних), з них чоловіки становили 38,5%, а жінки - 61,5%.

## Економіка

### Підприємства міста

#### Промислові підприємства
| \| Промислові підприємства міста, за сферою діяльності \| Промислові підприємства міста, за сферою діяльності \| Промислові підприємства міста, за сферою діяльності \| \| Рік \| 2002 р. \| 2001 р. \| \| --------------------------------------------------- \| --------------------------------------------------- \| --------------------------------------------------- \| \| Енергетичні та водні ресурси \| 5,9% \| 5,6% \| \| Хімія та метали \| 0% \| 0% \| \| Переробка металів \| 58,8% \| 55,6% \| \| Продукти харчування \| 17,6% \| 22,2% \| \| Текстиль \| 5,9% \| 5,6% \| \| Виробництво меблів, видання \| 11,8% \| 11,1% \| \| Інше \| 0% \| 0% \| \| Усього підприємств \| 17 \| 18 \| |         |         |
| Промислові підприємства міста, за сферою діяльності |         |         |
| Рік | 2002 р. | 2001 р. |
| Енергетичні та водні ресурси | 5,9%    | 5,6%    |
| Хімія та метали | 0%      | 0%      |
| Переробка металів | 58,8%   | 55,6%   |
| Продукти харчування | 17,6%   | 22,2%   |
| Текстиль | 5,9%    | 5,6%    |
| Виробництво меблів, видання | 11,8%   | 11,1%   |
| Інше | 0%      | 0%      |
| Усього підприємств | 17      | 18      |

#### Роздрібна торгівля
| \| Підприємства роздрібної торгівлі міста, за сферою діяльності \| Підприємства роздрібної торгівлі міста, за сферою діяльності \| Підприємства роздрібної торгівлі міста, за сферою діяльності \| \| Рік \| 2002 р. \| 2001 р. \| \| ------------------------------------------------------------ \| ------------------------------------------------------------ \| ------------------------------------------------------------ \| \| Продукти харчування \| 53,8% \| 58,3% \| \| Одяг та взуття \| 15,4% \| 16,7% \| \| Товари для дому \| 7,7% \| 8,3% \| \| Книги та періодичні видання \| 0% \| 0% \| \| Промислова хімічна продукція \| 7,7% \| 8,3% \| \| Продукція, пов'язана з транспортними засобами \| 0% \| 0% \| \| Інше \| 15,4% \| 8,3% \| \| Усього підприємств \| 13 \| 12 \| |         |         |
| Підприємства роздрібної торгівлі міста, за сферою діяльності |         |         |
| Рік | 2002 р. | 2001 р. |
| Продукти харчування | 53,8%   | 58,3%   |
| Одяг та взуття | 15,4%   | 16,7%   |
| Товари для дому | 7,7%    | 8,3%    |
| Книги та періодичні видання | 0%      | 0%      |
| Промислова хімічна продукція | 7,7%    | 8,3%    |
| Продукція, пов'язана з транспортними засобами | 0%      | 0%      |
| Інше | 15,4%   | 8,3%    |
| Усього підприємств | 13      | 12      |

#### Сфера послуг
| \| Підприємства міста, що працюють у сфері послуг, за діяльністю \| Підприємства міста, що працюють у сфері послуг, за діяльністю \| Підприємства міста, що працюють у сфері послуг, за діяльністю \| \| Рік \| 2002 р. \| 2001 р. \| \| ------------------------------------------------------------- \| ------------------------------------------------------------- \| ------------------------------------------------------------- \| \| Гуртова торгівля \| 5,4% \| 3% \| \| Готелі та готельний бізнес \| 24,3% \| 30,3% \| \| Транспорт та зв'язок \| 8,1% \| 9,1% \| \| Посередницькі фінансові послуги \| 2,7% \| 3% \| \| Послуги підприємствам \| 8,1% \| 6,1% \| \| Послуги фізичним особам \| 27% \| 27,3% \| \| Нерухомість та ін. \| 24,3% \| 21,2% \| \| Усього підприємств \| 37 \| 33 \| |         |         |
| Підприємства міста, що працюють у сфері послуг, за діяльністю |         |         |
| Рік | 2002 р. | 2001 р. |
| Гуртова торгівля | 5,4%    | 3%      |
| Готелі та готельний бізнес | 24,3%   | 30,3%   |
| Транспорт та зв'язок | 8,1%    | 9,1%    |
| Посередницькі фінансові послуги | 2,7%    | 3%      |
| Послуги підприємствам | 8,1%    | 6,1%    |
| Послуги фізичним особам | 27%     | 27,3%   |
| Нерухомість та ін. | 24,3%   | 21,2%   |
| Усього підприємств | 37      | 33      |

## Житловий фонд
У 2001 р. 5,1% усіх родин (домогосподарств) мали житло метражем до 59 м², 23% - від 60 до 89 м², 31,4% - від 90 до 119 м² і
40,5% - понад 120 м².

З усіх будівель у 2001 р. 49,3% було одноповерховими, 45% - двоповерховими, 5,3
% - триповерховими, 0,4% - чотириповерховими, 0% - п'ятиповерховими, 0% - шестиповерховими,
0% - семиповерховими, 0% - з вісьмома та більше поверхами.

## Автопарк
| \| Автомобілі, зареєстровані у місті, за призначенням \| Автомобілі, зареєстровані у місті, за призначенням \| Автомобілі, зареєстровані у місті, за призначенням \| \| Рік \| 2006 р. \| 2005 р. \| \| -------------------------------------------------- \| -------------------------------------------------- \| -------------------------------------------------- \| \| Приватні автомобілі \| 62% \| 62% \| \| Мотоцикли \| 11,7% \| 12,4% \| \| Вантажівки \| 23,9% \| 23,2% \| \| Трактори \| 0% \| 0% \| \| Автобуси та ін. \| 2,5% \| 2,3% \| \| Усього автомобілів \| 1.012 шт. \| 981 шт. \| |           |         |
| Автомобілі, зареєстровані у місті, за призначенням |           |         |
| Рік | 2006 р.   | 2005 р. |
| Приватні автомобілі | 62%       | 62%     |
| Мотоцикли | 11,7%     | 12,4%   |
| Вантажівки | 23,9%     | 23,2%   |
| Трактори | 0%        | 0%      |
| Автобуси та ін. | 2,5%      | 2,3%    |
| Усього автомобілів | 1.012 шт. | 981 шт. |

## Вживання каталанської мови
У 2001 р. каталанську мову у місті розуміли 91,2% усього населення (у 1996 р. - 93,3%), вміли говорити нею 82,9% (у 1996 р. - 
83,4%), вміли читати 79,9% (у 1996 р. - 80,3%), вміли писати 57,5
% (у 1996 р. - 53,5%). Не розуміли каталанської мови 8,8%.

## Політичні уподобання
У виборах до Парламенту Каталонії у 2006 р. взяло участь 458 осіб (у 2003 р. - 492 особи). Голоси за політичні сили розподілилися таким чином:
| \| Вибори до Парламенту Каталонії \| Вибори до Парламенту Каталонії \| Вибори до Парламенту Каталонії \| \| Рік \| 2006 р. \| 2003 р. \| \| -------------------------------------- \| ------------------------------ \| ------------------------------ \| \| Конвергенція та Єднання (CiU) \| 53,5% \| 53,9% \| \| Соціалістична партія Каталонії (PSC) \| 14,4% \| 17,7% \| \| Народна партія (PP) \| 2% \| 2,4% \| \| Ініціатива за зелену Каталонію (IC) \| 5,9% \| 1,8% \| \| Республіканська лівиця Каталонії (ERC) \| 21,8% \| 23,6% \| \| Громадянська партія (C's) \| 0,4% \| 0% \| \| Інші \| 2% \| 0,6% \| |         |         |
| Вибори до Парламенту Каталонії |         |         |
| Рік | 2006 р. | 2003 р. |
| Конвергенція та Єднання (CiU) | 53,5%   | 53,9%   |
| Соціалістична партія Каталонії (PSC) | 14,4%   | 17,7%   |
| Народна партія (PP) | 2%      | 2,4%    |
| Ініціатива за зелену Каталонію (IC) | 5,9%    | 1,8%    |
| Республіканська лівиця Каталонії (ERC) | 21,8%   | 23,6%   |
| Громадянська партія (C's) | 0,4%    | 0%      |
| Інші | 2%      | 0,6%    |

У муніципальних виборах у 2007 р. взяло участь 775 осіб (у 2003 р. - 658 осіб). Голоси за політичні сили розподілилися таким чином:
| \| Муніципальні вибори \| Муніципальні вибори \| Муніципальні вибори \| \| Рік \| 2007 р. \| 2003 р. \| \| -------------------------------------- \| ------------------- \| ------------------- \| \| Конвергенція та Єднання (CiU) \| 60,3% \| 57,6% \| \| Соціалістична партія Каталонії (PSC) \| 0% \| 0% \| \| Народна партія (PP) \| 0% \| 0% \| \| Ініціатива за зелену Каталонію (IC) \| 0% \| 0% \| \| Республіканська лівиця Каталонії (ERC) \| 0% \| 0% \| \| Громадянська партія (C's) \| 0% \| 0% \| \| Інші \| 39,7% \| 42,4% \| |         |         |
| Муніципальні вибори |         |         |
| Рік | 2007 р. | 2003 р. |
| Конвергенція та Єднання (CiU) | 60,3%   | 57,6%   |
| Соціалістична партія Каталонії (PSC) | 0%      | 0%      |
| Народна партія (PP) | 0%      | 0%      |
| Ініціатива за зелену Каталонію (IC) | 0%      | 0%      |
| Республіканська лівиця Каталонії (ERC) | 0%      | 0%      |
| Громадянська партія (C's) | 0%      | 0%      |
| Інші | 39,7%   | 42,4%   |

## Фото

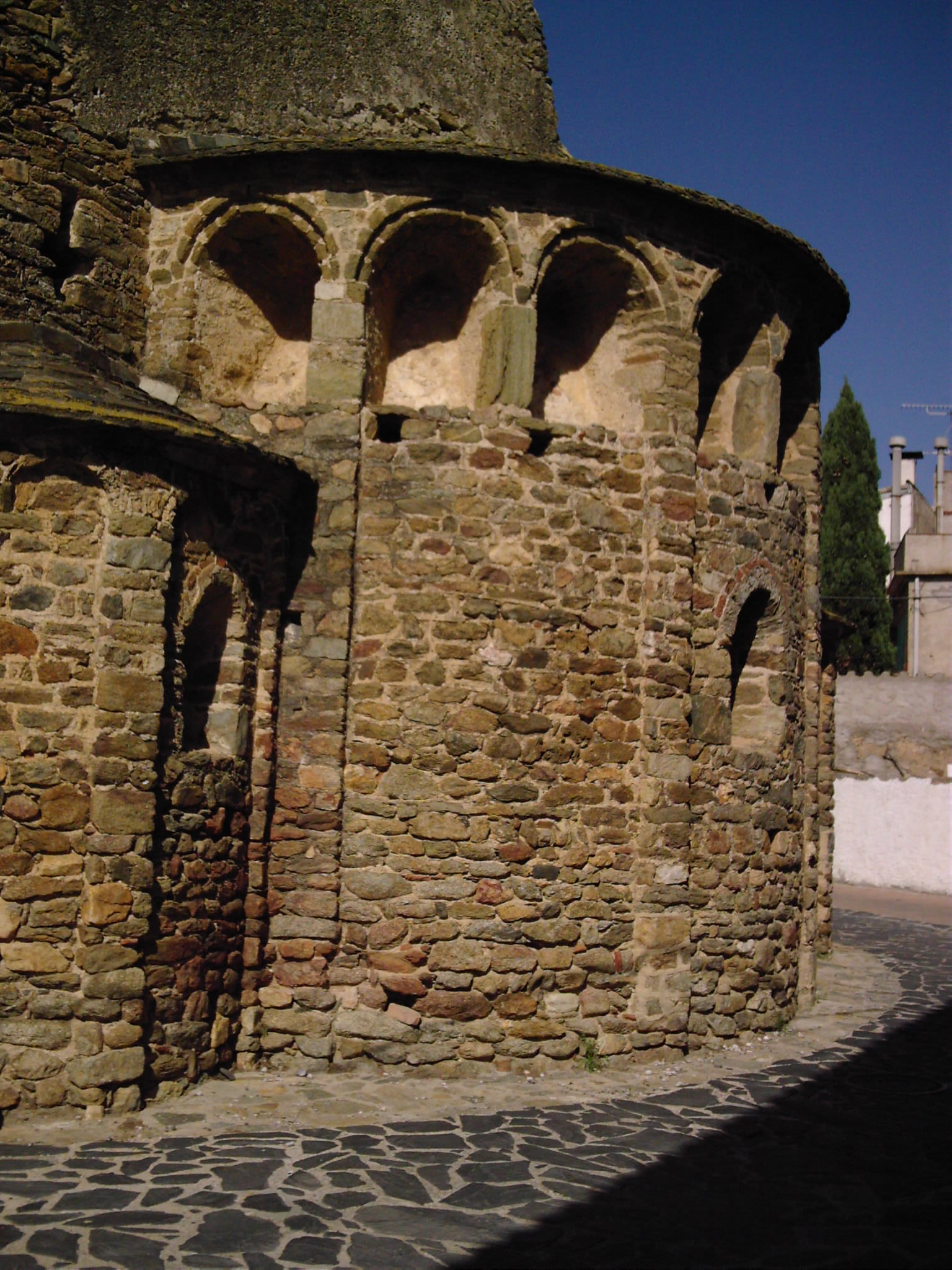
Церква Св. Івана
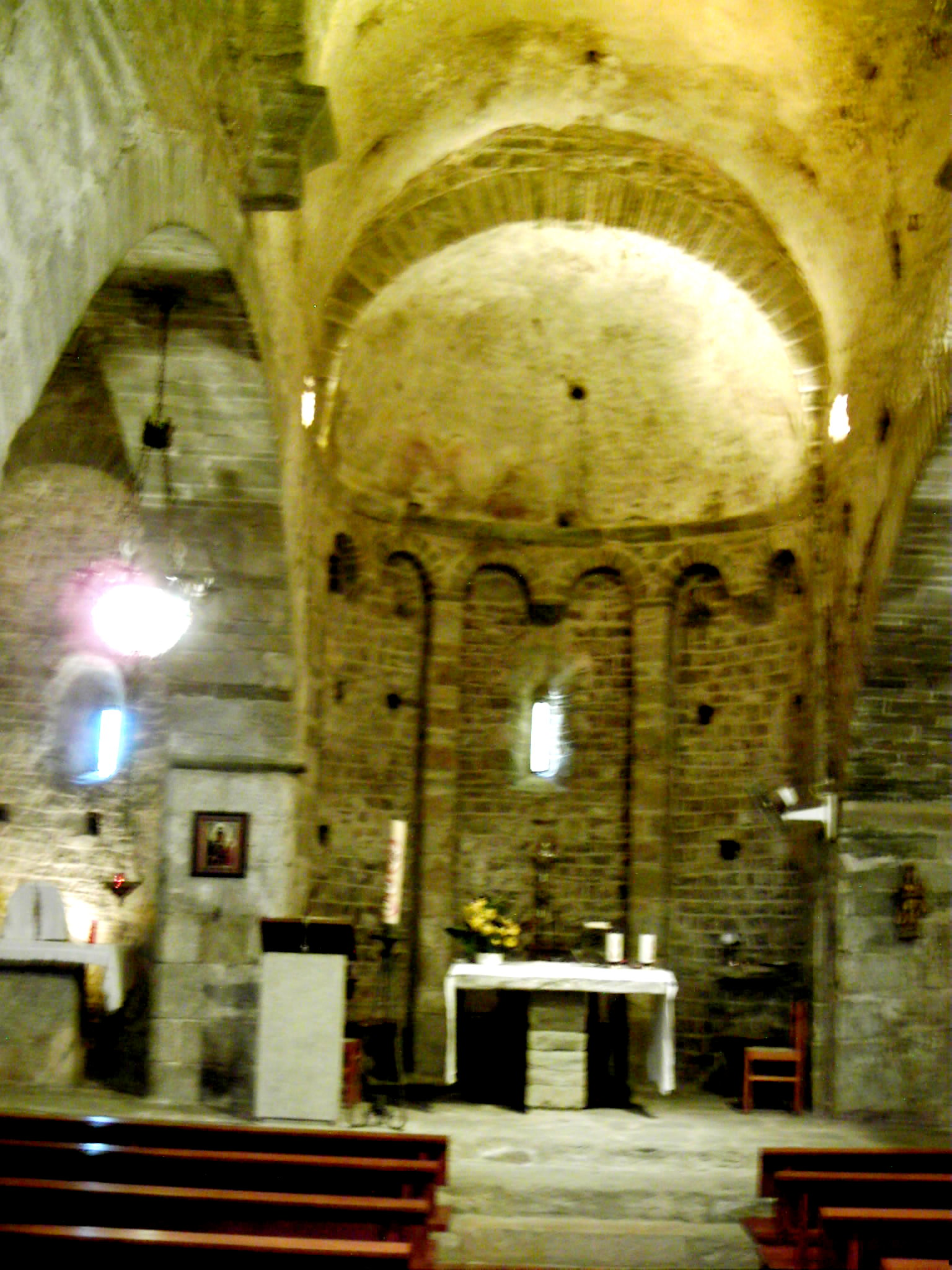
Церква Св. Івана
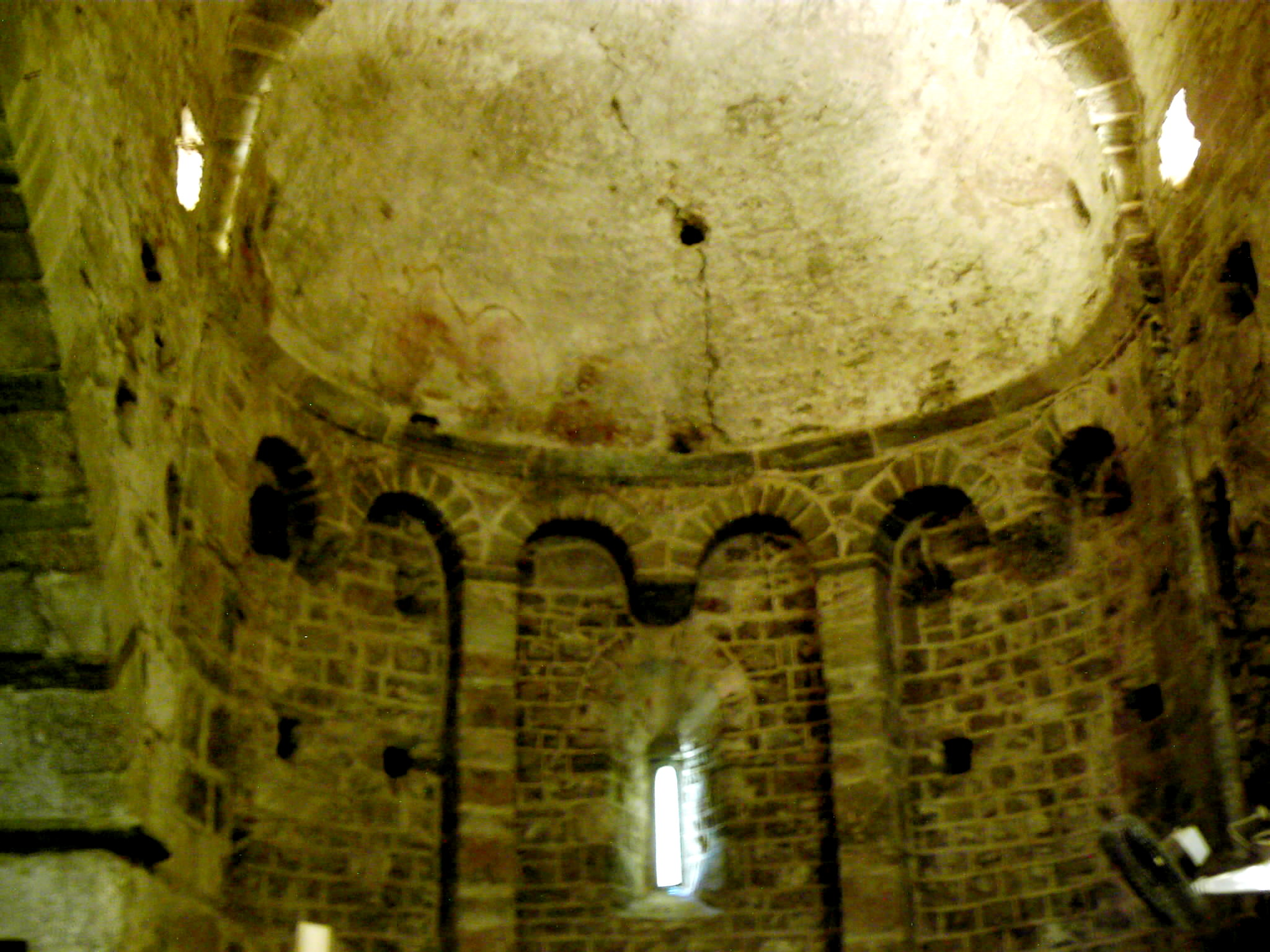
Церква Св. Івана
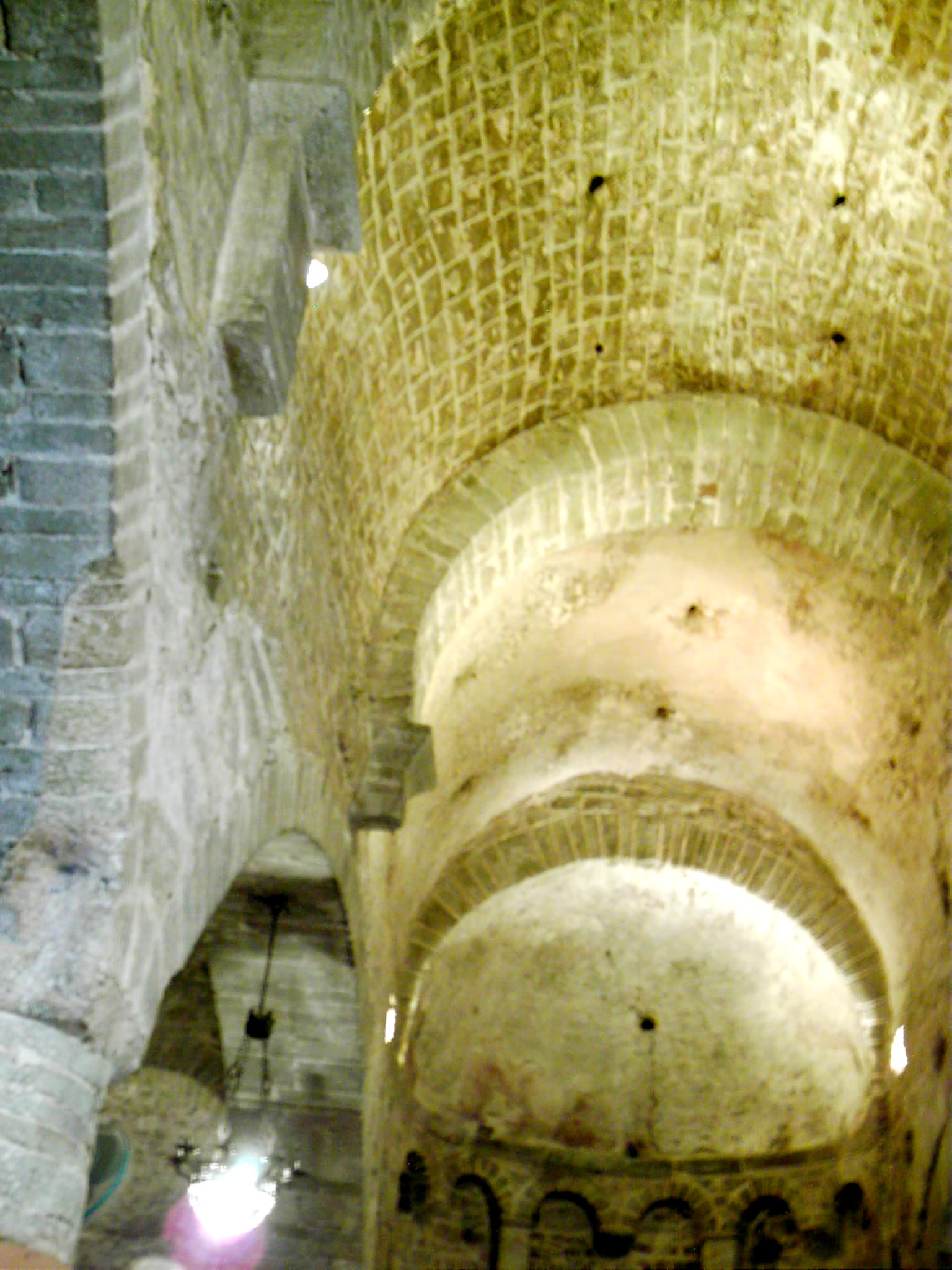
Церква Св. Івана